# Stopfkuchen
Stopfkuchen. Eine See- und Mordgeschichte ist der Titel des im Mai 1890 abgeschlossenen und 1891 publizierten Romans von Wilhelm Raabe, der von Romano Guardini für bedeutender als seine Jugendwerke eingeschätzt wird. Der Autor greift darin eine aus Abu Telfan bekannte gesellschaftskritische Thematik auf. Er stellt dem geistig engen deutschen Provinzialismus des 19. Jahrhunderts eine mit naiver Abenteuerromantik und Kolonialismus verbundene Utopie gegenüber, die desillusioniert wird. Im Stopfkuchen liegt der Schwerpunkt, im Gegensatz zum Abu-Telfan-Rückkehrer Leonhard Hagebucher, auf der Geschichte des daheimgebliebenen Helden Heinrich Schaumann und seiner Frau Tinchen, die sich in ihrer Wallanlage ein idyllisches Rückzugsgebiet und eine nur auf notwendige soziale und wirtschaftliche Kontakte beschränkte eigene Welt geschaffen haben. Verfasst wurde die Erzählung im Zeitraum vom 4. Dezember 1888 bis zum 9. Mai 1890. Die erste Ausgabe erschien in der Deutschen Roman-Zeitung.

## Inhaltsangabe
Der Ich-Erzähler Eduard hat sich nach abenteuerlichen Reisen als Schiffsarzt am Oranjefluss in Südafrika niedergelassen und züchtet dort Schafe. Nun besucht er nach langer Zeit noch einmal sein Heimatstädtchen in einem ländlichen Gebiet irgendwo zwischen Lausitz und Harz, um alte Freunde, v. a. Heinrich Schaumann, wiederzusehen und die Jugenderinnerungen mit der Gegenwart zu vergleichen. Dabei wird er mit zwei Überraschungen konfrontiert. Auf der Rückfahrt (Rahmenhandlung) in „das ödeste, langgedehnteste, wenn auch nahrhafteste Fremdenleben“ schreibt er an Bord der nach der Abu-Telfan-Hauptfigur benannten Leonhard Hagebucher die Geschichten vom „sogenannten heimischen, vaterländischen Philisterleben“ auf, die ihm sein Freund, Raabes Sprachrohr, erzählt hat.
Die Romanhandlung spielt auf zwei Zeitebenen, zum einen in der Kindheit und Jugend der Protagonisten etwa in der Mitte des 19. Jahrhunderts, zum anderen am Jahrhundertende. Vor allem zwei Personen interessieren Eduard bei seiner Rückkehr. Er möchte noch einmal mit dem Landbriefträger Friedrich Störzer, seinem geistigen Führer, sprechen, doch dieser ist gerade gestorben. Als Zwölfjähriger begleitete er ihn oft auf seinen Gängen von der Stadt zu den umliegenden Dörfern, vorbei am von kläffenden Hunden bewachten Gehöft auf der Roten Schanze, wo ihn der Briefträger bat, dem verwahrlosten, kratzbürstigen Bauernmädchen Valentine die Post zu bringen. Mit dem väterlichen Freund träumte er von Reiseabenteuern rund um die Welt. Störzers Lieblingsbuch François Levaillants Reisen in das Innere von Afrika wurde für seinen Lebensweg bestimmend. Am Ende des Romans erzählt Heinrich dem Besucher, dass Störzer den Viehhändler Kienbaum, seinen ehemaligen schikanösen Mitschüler, nach erneuter Demütigung im Affekt durch einen unkontrollierten Steinwurf am Kopf tödlich getroffen hat. Dieser brachte, obwohl er sein restliches Leben lang an der Schuld litt, nicht den Mut auf, zu seiner Tat zu stehen und den fälschlicherweise des Mordes beschuldigten Andreas Quakatz, Valentines Vater, zu entlasten. Heinrich enthüllt die Zusammenhänge des vom Opfer zum Täter gewordenen fleißigen Briefträgers, der auf seinen Dienstwegen fünfmal den Erdball hätte umrunden können, erst nach dessen Tod.
Sein Kontrastschicksal begegnet Eduard dann in Gestalt Heinrichs auf dessen Bauernhof. Dieser litt als Kind an seiner Ausgrenzung und wurde wegen seiner Gefräßigkeit und seines Phlegmas Stopfkuchen genannt. Da er sich wenig für die Schule und für das von den Eltern gewünschte Studium interessierte und schlechte Noten hatte, hielt man ihn für dumm und erkannte nicht seine praktische Intelligenz und sein in der Körperfülle verstecktes sensibles, mitfühlendes Wesen. Dem Besucher klagt Heinrich seine Leidensgeschichte, wirft ihm mangelnde Unterstützung vor und präsentiert ihm gleichzeitig mit Genugtuung die Erfolgsgeschichte zweier Außenseiter zum Eheglück und Wohlstand. Nach abgebrochenem Studium kehrte er nach Hause zurück und arbeitete als Knecht und Verwalter zusammen mit seiner damals eingeschüchterten und gesellschaftlich isolierten Freundin Valentine auf dem heruntergekommenen Hof ihres kranken Vaters. Er sorgte wieder für Ordnung beim undisziplinierten Dienstpersonal, packte tatkräftig zu, stabilisierte zunehmend den Betrieb und gestaltete Haus und Hof wohnlich aus. Er „hatte es nun, was [er] hatte haben wollen. [Er] saß mitten in [s]einem Ideal und [er] war mit [s]einem Ideal allein auf der Roten Schanze […] mit [s]einer jungen Rosigen auf dem Wall, der [ihr] junges Glück umschloß.“ Auch nahm er öffentlich seinen wegen des Mordes an Kienbaum angeklagten Schwiegervater in Schutz. Zwar hatte dieser seine Unschuld beteuert und das Gericht musste ihn mangels Beweisen freisprechen, doch wurden er und seine Tochter von den Dorfbewohnern von Maiholzen vor Heinrichs Eingreifen geächtet. Am Abend vor der Abreise des Freundes und der Beerdigung Störzers enthüllt Schaumann öffentlich in einem Gasthaus in der Stadt die Tatumstände, erklärt, wie er die Wahrheit herausfand, und stellt somit den Ruf seines inzwischen verstorbenen Schwiegervaters endgültig wieder her.
Während Eduards halbtägigem Besuch auf der Schanze erscheint ihm sein Freund überraschenderweise als selbstbewusster Mensch, der mit seiner Frau ein kultiviertes, glückliches Leben führt und sich als Hobby die Paläontologie gewählt hat. Den Respekt der Dorf- und Stadtbewohner erwarb er sich durch seine erfolgreiche Marktorientierung am Zuckerrübenanbau, seine Beteiligung an einer Zuckerfabrik und sein geschäftstüchtiges Auftreten. Aber die Eheleute bleiben als gebrannte Kinder auf Distanz zum gesellschaftlichen Umfeld und zu dessen spießbürgerlichen Verhaltensweisen wie Gerüchteverbreiten, Mobbing und Ausgrenzung unangepasster Menschen, Neid und Schadenfreude. Symbolisch sichtbar wird dieser Abstand durch die alte Wallanlage aus dem Siebenjährigen Krieg, die das Gehöft hoch oben über der Stadt und den Dörfern abschottet, aber es Heinrich ermöglicht, „[s]eine Welt und die der übrigen im Auge zu behalten“. Der Erzähler erkennt nach seinem Heimaturlaub, dass sein Freund immer schon ein eigenständiger Charakter war und „ganz und gar nach seiner Natur gelebt hat“. Er „hat getan und gelassen, was er tun oder lassen mußte“. Und merkwürdigerweise kam „in irgendeiner Weise doch etwas Vernünftiges dabei heraus […]“. Raabes Botschaft richtet Schaumann an Eduard: „[E]s läßt sich leben auf Quakatzenburg, und man sehnt sich so leicht nicht fort […] Das kann man im Grunde überall haben […] Man muß nur von jedem Ort den von Rechts und Ewigkeits wegen dranhaftenden Spuk auszutreiben verstehen und man sitzt immer gut.“

## Die Charaktere
Neben dem Konflikt zwischen Reisesehnsucht und Heimat wird die zweite zentrale Thematik des Romans daran deutlich, dass vier Hauptpersonen Außenseiter sind: Stopfkuchen, Quakatz, Valentine und Störzer.

### Eduard
Eduard ist in Maiholzen aufgewachsen, Sohn eines Postbeamten. In der Jugend wurde ihm der Landbriefträger Fritz Störzer ein väterlicher Freund, den er oft auf seinen Arbeitswegen begleitete. Dabei wuchs Eduards Begeisterung für die Natur und für fremde Länder, über die Störzer am liebsten las. Außerdem war er halb und halb ein Freund Heinrich Schaumanns, den er gegen die anderen jedoch nie entschlossen verteidigte, was Stopfkuchen durchaus erwähnt. Eduard verließ die Heimat für das Studium und arbeitete danach als Schiffsarzt, bevor er ein erfolgreicher Schafzüchter im Oranje-Freistaat wurde. Er heiratete dort und bekam zahlreiche Kinder. Aus ihm selbst nicht ganz klaren Motiven hat er jetzt die Heimat wieder aufgesucht. Was er dort als zweiten Blick auf seine eigene Kindheit und Jugend erfährt, bewegt ihn so sehr, dass er seine Niederschrift unternimmt.

### Andreas Quakatz
Andreas Quakatz war – zur Jugendzeit Eduards – Bauer auf der Roten Schanze mit seiner Tochter Valentine und einigen Knechten. Er galt als der Mörder des Viehhändlers Kienbaum, weil er sich mit ihm gestritten hatte, kurz bevor Kienbaum erschlagen worden war. Diese Beschuldigungen machten ihn argwöhnisch, er hatte Wutausbrüche, trank und führte immer wieder Gerichtsprozesse gegen Leute, die behaupteten, er wäre der Mörder Kienbaums. Er duldete allein Stopfkuchen als Freund seiner Tochter auf der Roten Schanze. Während dessen Studiums erlitt Quakatz einen Schlaganfall und wurde hinfällig. Er sprach nur noch von den Anschuldigungen gegen ihn. Als Stopfkuchen seine Tochter heiratete, durfte der Bauer miterleben, wie die Bewohner der Gegend das Fest mitfeierten und ihn in der Folge auch wieder grüßten.

### Valentine Quakatz
Valentine Quakatz war das einzige Kind von Quakatz und Erbin der Roten Schanze. In ihrer Kindheit wurde sie oft als „Wildkatze“ bezeichnet, war struppig und scheu, fremdenfeindlich wie ihr Vater, ohne Kinderfreundschaften, und bewachte mit ihren bissigen Hunden den Hof. Als erwachsene Frau dagegen ist sie – erstaunlich für Eduard – freundlich und „proper“, kümmert sich liebevoll um ihren Mann und geht verständnisvoll mit seinen Eigenheiten und seiner Redseligkeit um.

### Kienbaum
Kienbaum war ein geschäftstüchtiger Viehhändler, er wuchs in wesentlich besseren Verhältnissen auf, und Störzer beschreibt ihn als hochfahrend – er war mit Kienbaum auf der Schule und beim Militär gewesen und hatte dort unter ihm gelitten. In seiner Militärzeit schwängerte Kienbaum eine Frau, verweigerte ihr aber jede Unterstützung. Nach einem Streit mit Quakatz wurde er im nahen Wald erschlagen.

### Fritz Störzer
Fritz Störzer kam aus sehr einfachen Verhältnissen. Während seines ganzen Lebens als Landbriefträger in Wind und Wetter war er nie einen Tag krank und nahm sich keinen Tag frei. Er war mit Eduard schon befreundet, als der noch ein Junge war und seine großen einsamen Touren mit ablief, und begeisterte ihn durch Literatur für fremde Länder – obwohl er selbst betonte, Maiholzen nicht verlassen zu wollen. Er ging mit Kienbaum zur Schule und zum Militär und hatte unter dessen Spott zu leiden.

### Heinrich Schaumann
Heinrich Schaumann, in Jugendjahren unter dem Spitznamen „Stopfkuchen“ bekannt, ist dem Erzähler als der dickste und faulste Kamerad des Freundeskreises in Erinnerung geblieben. Eduard nennt ihn rückblickend „nicht nur […] den Dicksten, Faulsten und Gefräßigsten […], sondern auch […] den Dümmsten unter uns“. Er hatte schlechte Schulnoten und wurde oft gehänselt und verprügelt. Als Eduard ihn bei seinem Heimatbesuch wiedersieht, ist er überrascht, einen in seinen Augen völlig veränderten Heinrich vorzufinden. Inzwischen scheint er nicht mehr der faule und unscheinbare dicke Junge, sondern strahlt eine Stärke aus, die von seiner geistigen Überlegenheit herzurühren scheint. Eduard, der Erzähler, ist sich bewusst, dass diese Seite schon immer Teil seines Freundes gewesen sein muss, im Freundeskreis jedoch nie zum Vorschein kam, da keiner der dominanten Kameraden den Raum für diesen Teil Heinrichs zuließ.
Es ist Stopfkuchen, der für die Aufklärung des Mordes an dem Viehhändler Kienbaum verantwortlich ist. Er lernt den Registrator Schwartner näher kennen, durch den er die Geschichte der Roten Schanze erfährt und für sich entdeckt. Heinrich verbrachte in den Sommermonaten viele Stunden dort und beobachtete die Welt.
Schon als Kind träumte er von der „Roten Schanze“ und davon, Bauer auf jenem Überbleibsel des Krieges zu sein.
Bei dem Besuch Eduards nutzt Stopfkuchen die Gunst der Stunde, um das Rätsel um den Kienbaum-Mord aufzulösen. In der bis auf die Kellnerin leeren Gaststube berichtet er Eduard, der – gerade verstorbene – Fritz Störzer habe ihm anvertraut, Kienbaum versehentlich erschlagen zu haben. Aus Furcht, seinen Beruf zu verlieren, habe jener es nie gewagt, ein offenes Geständnis abzulegen. Er habe jedoch sehr unter der Tat gelitten und darunter, dass der unschuldige Andreas Quakatz seinetwegen in Verruf geraten sei. Niemand bezweifelt Stopfkuchens Geschichte. So schafft der neue Besitzer der Roten Schanze die Mordverdächtigungen gegen seinen Schwiegervater endgültig aus der Welt. Störzers Hinterbliebenen ist die Pension gerettet, freilich wird dessen Beerdigung von den Stadtbewohnern gemieden – ganz anders als ehedem die von Andreas Quakatz.

## Interpretationsansätze und Themen in Stopfkuchen
In Raabes Stopfkuchen finden sich verschiedene Themen, welche mehr oder weniger für Raabes Gesamtwerk oder die Braunschweiger Zeit typisch sind.

### Raum und Zeit
Die Forschung spricht der Zeitgestaltung in Wilhelm Raabes Werken große Bedeutung zu.
Impulsgebend ist hierbei vor allem die Vermischung unterschiedlicher Zeitstufen.
Betrachtet man Raabes Werk näher, so fällt auf, dass der Roman in unterschiedlichen Zeitschichten strukturiert ist. Es gibt drei Zeitstufen, die intensiv miteinander verknüpft sind.
Die erste umfasst die Wochen, als Eduard sich auf der Schifffahrt von Deutschland nach Kapstadt befindet. In dieser Zeit schreibt er über seinen Besuch in der Heimat. Eben dieser Besuch in der Heimat ist dann die erzählte Zeit. Jene Erzählung ist aufgeteilt in Stopfkuchens Aussagen und den Bericht Eduards darüber, so dass der Leser unterschiedliche Vorkommnisse, die wiederum verschiedenen Zeitschichten angehören, problemlos überblickt.
Die zweite handelt von den letzten zweiunddreißig Stunden des Heimatbesuches.
Die dritte Zeitstufe bildet die letzten fünfundzwanzig Jahre teils gemeinsamer Vergangenheit.
Wenngleich drei differente Zeitstufen vorliegen, bilden diese eine nahtlose Einheit.
Diese Vermischung wirkt sich mitunter so auf den Leser aus, dass es diesem nicht schwerfällt, den Sprüngen zu folgen. Grund dafür ist, dass Eduard mit Allen und Allem, von dem Stopfkuchen erzählt, vertraut ist. Somit kann dies zu einer Erinnerungseinheit verschmelzen.
So kann auch das Zurückgreifen auf Vergangenes problemlos innerhalb der unterschiedlichen Zeitstufen geschehen. Raabe lässt diese Stufen immer wieder in den anderen Zeitstufen widerspiegeln, so dass der einzelne jener Charakter verwischt.
Die räumliche und zeitliche Erlebniskategorie sind eng miteinander verbunden. Den räumlichen Mittelpunkt bildet die Rote Schanze; die Stadt, das Dorf, die See und das Schiff sind hingegen relativ gestaltlos. Die einzelnen Räume funktionieren als übergreifende Raumkonstellation.
Die Raumkonstellation besteht aus Gegensatzpaaren wie Nähe und Ferne, Enge und Weite sowie Rote Schanze und Südafrika.

### Aggression / Gewalt
Aggression und Gewalt tauchen in Stopfkuchen mehrmals auf. So ist Heinrich Schaumann stark fasziniert vom Krieg und verehrt Friedrich II. und Prinz Xaver von Sachsen. Prinz Xaver war ein Reformist und führte in Sachsen das stehende Heer ein, während Friedrich II. im Siebenjährigen Krieg kämpfte. Insbesondere der Siebenjährige Krieg ist in Stopfkuchen von Bedeutung, da Schaumann immer wieder auf diesen verweist: Zum Beispiel ist die Rote Schanze eine Befestigungsanlage, die in diesem Krieg errichtet wurde und die Schaumann zu seinem Zuhause gemacht hat. Ebenso wie die Rote Schanze im Siebenjährigen Krieg als Ausgangspunkt für Angriffe auf Wolfenbüttel genutzt wurde, nutzt auch Schaumann sie für seine geplante Rache an der Stadtgesellschaft. Er vergleicht sich selbst mit einer Kanonenkugel, die noch aus dem Siebenjährigen Krieg in seinem Elternhaus in der Stadt steckt, und will ebenso die Stadt angreifen. Die Rote Schanze dient ihm dabei als Ort, an dem er erstarken und sich rüsten kann für ebendiese Rache:
„Siehst du, Eduard, so zahlt der überlegene Mensch nach Jahren ruhigen Wartens geduldig ertragene Verspottung und Zurücksetzung heim. Darauf, auf diese Genugtuung, habe ich hier in der Kühle gewartet.“
Später, als Eduard und Schaumann den Sarg Störzers besuchen, wird Schaumanns Aggression deutlich: Während Eduard in Anteilnahme am Tod seines alten Freundes seine Hand auf den Sarg legt, legt Schaumann als gewalttätigen Übergriff seine Faust auf das Kopfende des Sargs.

### Philisterkritik / Kritik des Bürgertums
Schaumann wird vom Gejagten zum Jäger. Als Kind wurde er von den Mitschülern und Lehrern gehänselt und als junger Erwachsener ist er als Studiumsabbrecher ein Außenseiter. Doch später deckt er die Selbstbelügung der Philister auf und führt sie vor. Die Rote Schanze und seinen Schwiegervater hat er vom Makel befreit und diese in der Gesellschaft rehabilitiert. Die Enthüllung des wahren Mörders war damit keine Notwehr, sondern Kalkül und Machtdemonstration gegenüber den Philistern. Er rächt sich an der Dorfgemeinschaft für die ertragenen Demütigungen und stellt das soziale Gefüge um, sodass die Nachkommen Störzers als Ausgestoßene angesehen werden. So hat Schaumann es vollbracht, „aller Philisterweltanschauung den Fuß auf den Kopf [zu] setzen“.
Im Werk wird zudem auf sogenannte Gartenlaubenliteratur angespielt, welche zu Lebzeiten Raabes populär, aber auch verklärend und damit ebenso selbstbelügend war.
Die Faszination von Eduard und Störzer, die für die bürgerliche Gesellschaft der Zeit stehen, für Geographie wird persifliert. Die Geographie als Wissenschaft von der Oberfläche zeigt die Oberflächlichkeit dieses Personenkreises, während Schaumann mit seinem Hobby der Paläontologie in die Tiefe geht und diese erforscht. Das Tiefsinnige triumphiert am Ende über die Oberflächlichkeit.

### Autobiographisches
Raabe hat in Stopfkuchen einige autobiographische Elemente einfließen lassen. In seiner biographischen Skizze schrieb er, er sei froh, davor bewahrt worden zu sein, „ein mittelmäßiger Jurist, Schulmeister, Arzt oder gar Pastor zu werden“. Schaumann äußert sich gegenüber Eduard sehr ähnlich, wenn er sagt „Ich wußte es ganz genau, daß ich weder das Katheder noch die Kanzel und den Richterstuhl je besteigen werde! Auch zur praktischen Ausübung der Arzneikunst reichte meine Kenntnis der Osteologie doch nicht aus.“
Sowohl Raabe als auch Schaumann sind im Bildungssystem untergegangen und haben darin versagt. Sie verweigerten sich eines Brotberufes, können sich später aber in der Gesellschaft rehabilitieren und finden Anerkennung. Mehr noch, sie greifen die Verklärung und Heuchelei des Bürgertums an. Schaumann tut dies über seine Enthüllung des wahren Mörders, während Raabe dies in seinen Romanen tut, welche das Thema Wahrheit und Verklärung behandeln.
Als Nachkomme eines Postangestellten spiegelt sich Raabe jedoch auch in Eduard wider, ebenso wurden Raabes Wege in Wolfenbüttel mit denen Eduards im Wolfenbüttel nachgezeichneten Maienholzen verglichen und Übereinstimmungen gefunden. Auch ihre Tätigkeit als Schreiber bzw. Autoren verbindet Eduard und Raabe.

### Bruch mit dem Realismus
Ungewöhnlich für den Realismus ist, dass in Stopfkuchen die Hauptpersonen kaum beschrieben werden. Lediglich der Gegensatz dick (Schaumann) und dünn (Eduard) wird aufgespannt. Mit der Assoziation und Erwartung, dass der dicke Schaumann ein gutmütiger und gemütlicher Mensch ist, wird gebrochen: Schaumann entpuppt sich als Aggressor und deckt ohne Rücksicht auf die Folgen die Wahrheit über den Mord auf. Raabe deckt damit die Verklärung auf und beschönigt sie nicht. Die betroffenen Personen, wie Eduard, müssen sich auf diese Enthüllung einstellen und ihr Weltbild neu konstruieren, was dieser im Schreibprozess versucht. Hierdurch entfernt sich Raabe vom Realismus.

### Paläontologie im Stopfkuchen
Die Wissenschaft bildet ein weiteres zentrales Motiv im Diskurskomplex. Das Interesse für die Wissenschaft und die damit verbundene Entdeckung der Heimat in seiner historischen Dimension zählt zu den typischen Beschäftigungen im 19. Jahrhundert. Die Paläontologie deckt im Roman Wahrheit und Pseudowahrheit auf. Schaumann entdeckt sein Interesse zu forschen, was ihm bei der Aufklärung des Mordes schließlich hilft. An verschiedensten Stellen stellt sie die immer wieder zentrale Wissenschaft dar, welche verschiedene Bedeutungsschichten, die für das Verständnis notwendig sind, freilegt. Durch die Beschäftigung Schaumanns mit Fossilien wird seine Stellung über der Zeit deutlich: Er beschäftigt sich mit alten Knochen vergangener Zeitalter und gewinnt dadurch Einblicke in die Tiefen der Vergangenheit. Aber er deckt auch neue Knochen auf, aus denen er Verbindungen auf die Gegenwart und die Zukunft schließt. Schaumann eröffnet damit die Abgründe seiner Mitmenschen ebenso wie die Gräber der Erde. Dabei beschäftigt er sich sowohl mit seiner eigenen Vergangenheit als auch mit der seiner Heimat. Diese Erkenntnisse verknüpft er im Laufe der Zeit miteinander und es gelingt ihm, durch das Wissen der Paläontologie detektivischen Spürsinn zu erlangen. Daher ist die Paläontologie von allgemeiner Wichtigkeit, da sie zu jeder Zeit des Romans eine wichtige Rolle spielt. Zudem kommt er durch Paläontologie seinem späteren Schwiegervater näher, als dieser ihm seinen Fund des Mammutskeletts zeigt. Dadurch kommt er auch seinem Lebensziel, Valentine und dadurch auch die Rote Schanze zu erobern, näher.

## Ausgaben (Auswahl)
- Stopfkuchen. Eine See- und Mordgeschichte. In: Deutsche Roman-Zeitung. 28. Jahrgang, Nr. 1–6, Berlin 1891.
- Stopfkuchen. Eine See- und Mordgeschichte. Janke, Berlin 1891 (Digitalisat und Volltext im Deutschen Textarchiv).
- Stopfkuchen. Eine See- und Mordgeschichte. In: Ausgewählte Werke in sechs Bänden. Band 6, Berlin / Weimar 1966, S. 435–628 (zeno.org).
- Stopfkuchen. Eine See- und Mordgeschichte (= Universal-Bibliothek. 9393). Mit einem Nachwort von Alexander Ritter. Reclam, Stuttgart 2007, ISBN 3-15-009393-7.
- Joseph Kiermeier-Debre (Hrsg.): Stopfkuchen: eine See- und Mordgeschichte. Deutscher Taschenbuch-Verlag, München 2010, ISBN 978-3-423-02685-7 (Nachdruck der Originalausgabe von 1981).